# Армяно-кыпчакская письменность
Армяно-кыпчакская письменность — письменность кыпчакоговорящих армян на территории Украины в XVI—XVII веках.

## Предыстория
Языковая ассимиляция крымских армян началась в конце XIII—начале XIV веков, наиболее интенсивно происходил в XIV—XV веках. Многоэтнический характер Крыма способствовало лингвистической ассимиляции в сторону общего контактного языка, которым, после завоевания региона, стал татарский. Тот факт, что господствующий в Золотой орде татарский имел также роль международного языка Евразии, ещё более способствовало этому процессу, ибо характерными занятиями армян были купечество и ремесленничество. Авторитетная «Энциклопедия ислама» отмечает, что армяне юго-западной Украины, выходцы крымской общины, в результате постоянных торговых отношений приняли новую языковую идиому. Немецкий историк Дирк Хердер отмечает: «Хотя крымские армяне переняли местный татарский язык и кодифицировали его армянским письмом, они сохранили свою религиозную и этническую самобытность». Американский историк Филипп Куртин пишет: «…армяне также начали воспринимать элементы местной татарской культуры. Они сохранили свою армянскую идентичность и верность армянской церкви, но стали говорить на татарском как на родном языке и даже писать на нем армянским письмом». Арменовед Ярослав Дашкевич отмечает: "Как это не странно, но двухсотлетний билингвизм (или даже монолингвизм с использованием в качестве разговорного исключительно кыпчакского языка) армян в тюркоязычном окружении не привёл к образованию армяно-кыпчакской письменности. Поиск текстов на кыпчакском языке с использованием армянской графики, созданный в татароязычном окружении в XIII—XV вв. и даже позже, до сих пор не увенчались успехом".

## Возникновение и развитие
Колыбелью армяно-кыпчакской письменности является Львов 20 — 30- гг. XVI в.
Памятники, составленные армянским письмом, насчитывают десятки тысяч страниц и охватывают период с 1521-го по 1669 год. 
Всего памятники на армяно-кыпчакском языке охватывают 28 актовых книг армянского войтовского суда г. Каменца-Подольского (1572—1663), актовые, кассовые и метрические книги Львовского армянского духовного суда за эти же годы, «Каменецкая хроника», описывающая события Цецорской кампании и Хотинской войны 1620—1621 гг., «Венецианская хроника», «Хроника Польши» , 5 армянско-кыпчакских словарей и несколько глоссариев, сочинение «Секреты философского камня» Андрея Торосовича (1626) и другие. Хотя рукописи на армяно-кыпчакском продолжали создаваться, предположительно, до 60-х годов XVII века, отдельные надписи на полях и подписи известны до 80—90-х годов XVII века. Всего 112 памятников.
В 1528 г. был изготовлен армяно-кыпчакский перевод  Львовского судебника — кодекс армянских прав Мхитара Гоша. Армяне, поставленные королевской властью перед выбором о переводе судебника с официально утвержденного латинского текста на украинский или польский языки, избрали перевод на кыпчакский. Судебник Мхитара Гоша с большим количеством дополнительных статей и комментариев, утверждён польским королём Сигизмундом в 1519 г. 
Единственную печатную книгу на армяно-кыпчакском языке — «Альгиш Битики» («Молитвенник») издал во Львове в 1618 году Иван Муратович.

## Письмо
Письмо армянское: болоргир — «круглое» письмо с использованием круглых прописных букв и наклонных строчных букв, выполненных прямыми горизонтальными и вертикальными элементами; и преимущественно нотргир — наклонное скорописное письмо с использованием закругленных элементов.

## Молитва «Отче наш» на армяно-кыпчакском языке[14]
Atamïz bizim ki köktäsen,
Ari bolsun atïŋ seniŋ,
Kelsin χanlïχïŋ seniŋ,
Bolsun erkiŋ seniŋ nečik köktä alay yerdä,
Ötmäkimizni bizim kündälik ber bizgä bügün,
Bošat bizgä borčumuznu bizim,
Nečik ki biz bošatïrbiz bizim borčlularïmïzga,
Bermägin bizni sïnamaχlïχka,
Yoχsa χutχar bizni yamandan,
Zerä seniŋdir χanlïχ da χuvat,
Da saŋa haybat meŋilik.
Amen.